# Френк Діксі
Френк Бернард Діксі (27 листопада 1853 року — 17 жовтня 1928 року) — англійський художник та ілюстратор, відомий за картинами, що зображують драматичні історичні та легендарні сцени.
Він також був відомий своїми портретами модних жінок, які допомогли йому отримати успіх в суспільстві свого часу. Хоча Френк не був членом «Братства прерафаелітів», але багато з його картин можна вважати написаними в стилі прерафаелітів.
Батько Френка, Томас Діксі, був відомим художником, який вчив малювання з раннього віку як Френка, так і його брата Герберта і сестру Маргарет. Френк поступив на навчання до Королівської Академії в 1870 році і там досяг перших успіхів. Він був обраний в члени Королівської Академії в 1891 році і в 1924 році став її президентом.
Діксі був посвячений у лицарі в 1925 році, а в 1927 році отримав від короля Георга V Королівський Вікторіанський орден.
Помер у Лондоні у 1928 році.

## Галерея

Ромео і Джульєтта (1884)
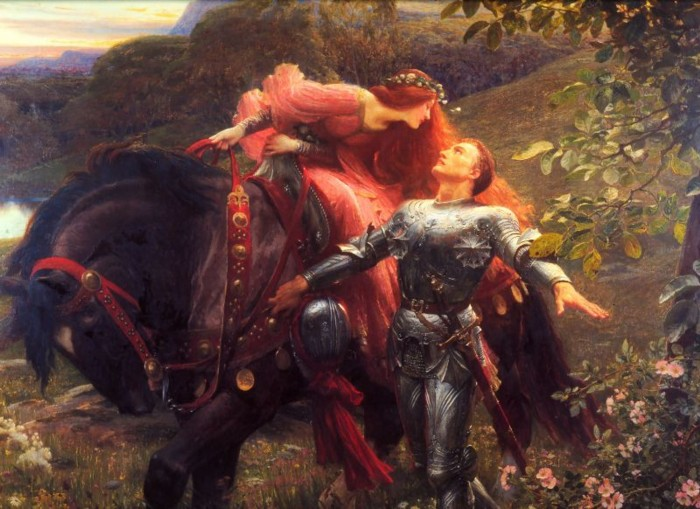
Безжальна красуня (1890)
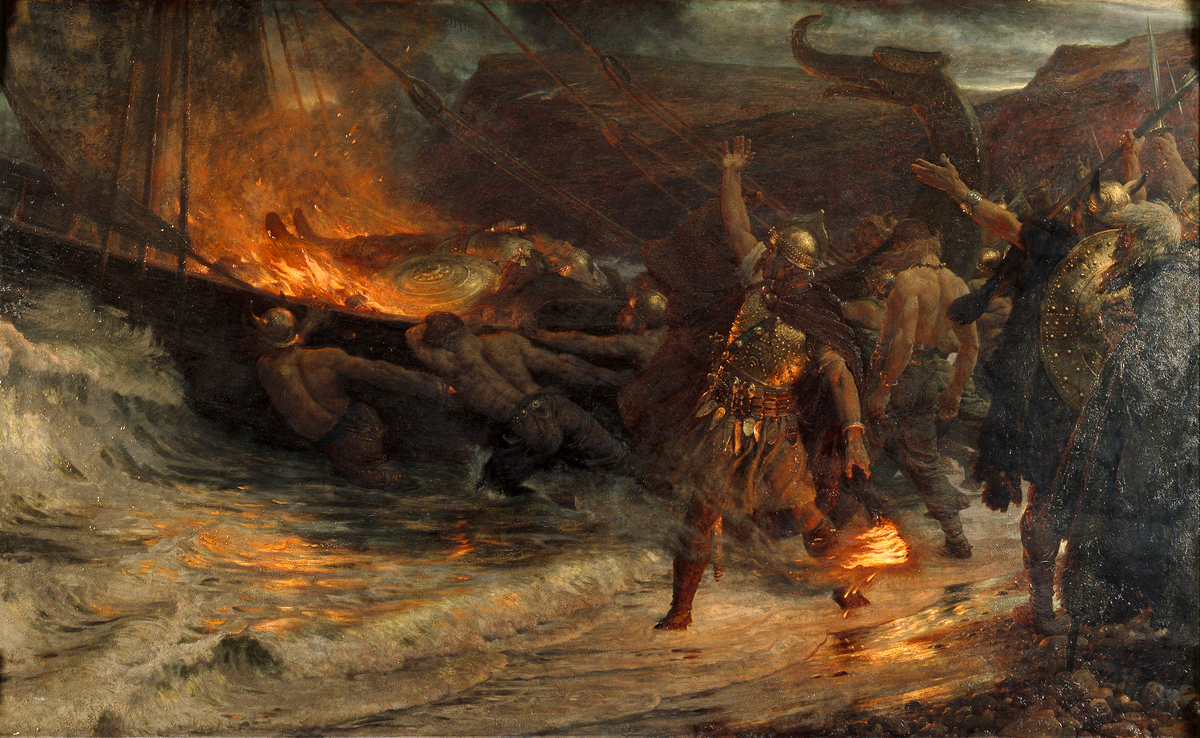
Похорони Вікінга (1893)
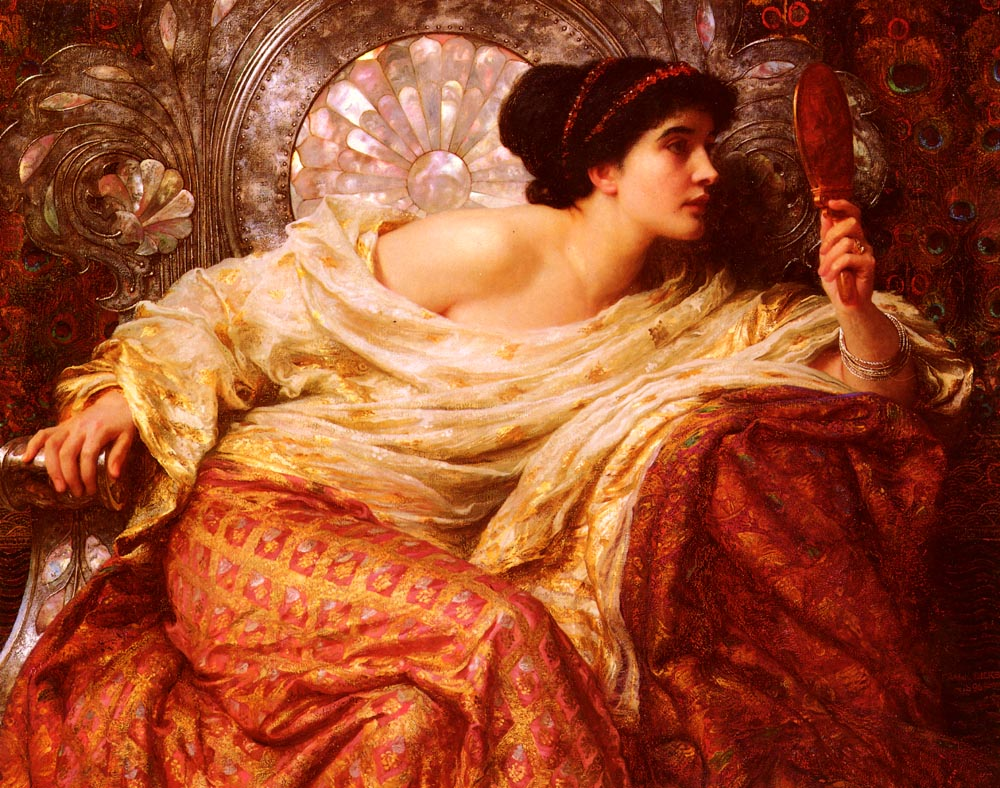
Люстерко (1896)